# Filarete di Calabria
Filarete, o Filareto, detto di Calabria, l'Ortolano o di Seminara. (Palermo, 1020 – Seminara, 6 aprile 1070), è stato un abate asceta dell'XI secolo. È venerato come santo dalla Chiesa cattolica e dalla Chiesa ortodossa.

## Biografia
Nato a Palermo, nel 1020, da una famiglia di origine calabrese trasferita in Sicilia, successivamente, tornato in Calabria nel 1040, Filarete visse a Reggio Calabria per poi trasferirsi nel monastero di Sant'Elia che sorgeva a valle dell'attuale centro abitato di Seminara. 
In seguito visse anche a Sinopoli per poi tornare al suo Monastero sotto la guida dell'abate Oreste, dove passò gli ultimi 25 anni della sua vita.
Fu sepolto nella chiesa del Monastero, poi denominato dei Santi Elia e Filarete nel 1133.

## Culto
(Martirologio Romano)
La sua memoria liturgica ricorre il giorno  8 aprile.
Nel 2005 la Chiesa Ortodossa d'Italia gli ha dedicato una chiesa a Seminara ricordandolo insieme a Sant'Elia di Enna. 
Sempre nel Santuario della Madonna dei Poveri di Seminara,(nel Museo del Santuario) sono custoditi un braccio-reliquario argenteo quattrocentesco di S. Filareto (probabilmente opera di Luigi De Sanguini, del 1451), con mano rifatta da Daniele Vervare nel 1605, e con iscrizioni (provenienti dal distrutto Monastero di S. Filareto del X secolo).